# Stachyotropha
Stachyotropha is een geslacht van wantsen uit de familie van de Reduviidae (Roofwantsen). Het geslacht werd voor het eerst wetenschappelijk beschreven door Carl Stål in 1870.

## Soorten
Het genus bevat de volgende soorten:

- Stachyotropha miyamotoi Hidaka & Miller, 1959
- Stachyotropha punctifera Stål, 1870